# Persea campii
Persea campii är en lagerväxtart som beskrevs av Kopp. Persea campii ingår i släktet avokador, och familjen lagerväxter. Inga underarter finns listade i Catalogue of Life.